# Alonso de Montúfar
Alonso de Montúfar (c. 1489, Loja, Granada - † 7 de març de 1572, Ciutat de Mèxic) fou un dominic espanyol i segon arquebisbe de Mèxic.

## Biografia
Entrà de jove al convent de Santa Cruz de Granada, pertanyent a l'Orde de Predicadors, on va rebre l'hàbit i estudià arts menors i teologia. Fou escollit prior del seu orde i era molt freqüentat per la noblesa de la seva ciutat perquè fos confessor i guia espiritual, car era tingut per una persona molt sàvia.
Els marquesos de Mondéjar el recomanaren a Carles V, qui, en conèixer les seves virtuts i saviesa va decidir nomenar-lo successor de Zumárraga, qui havia mort uns anys abans i acceptà el seu nomenament el 1551.
Poc temps després d'arribar a Nova Espanya, l'arquebisbe Montúfar convocà un concili provincial el 1555 per tal de corregir els vicis i el desordre que s'havia estès després de la mort del primer arquebisbe.
En aquest primer concili provincial mexicà, Montúfar va exigir per als indis drets i privilegis, com establir més hospitals, permetre'ls casar-se d'acord amb llur voluntat, etc.
Luis de Velasco y Ruiz de Alarcón, segon virrei de Nova Espanya, fou un actiu col·laborador d'Alonso, tant en la protecció dels indis com en l'expansió de l'ensenyament i el cristianisme pel país.
El 1565 convocà el segon concili provincial mexicà per implantar les noves disposicions de l'Església establertes al Concili de Trento, així com per formar noves constitucions per defensar els indígenes.